# Ctenopoma acutirostre
Ctenopoma acutirostre is een straalvinnige vissensoort uit de familie van de klimbaarzen (Anabantidae). De wetenschappelijke naam van de soort is voor het eerst geldig gepubliceerd in 1899 door Pellegrin.